# Avtoportret (Safonisba Anguissola)
Avtoportret je majhno olje na tabli Sofonisbe Anguissole, podpisano in datirano leta 1554 na odprto knjigo umetnika. Zdaj je v Umetnostnozgodovinskem muzeju na Dunaju.
Zapisan je bil kot obešen v dunajski galeriji Belvedere, že pripisan Anguissoli, vendar so sprva mislili, da gre za Portret infante Isabelle Clare Eugenie na njeni zaroki s svojim bratrancem Albertom VII., avstrijskim nadvojvodom, in je zato končal na Dunaju. Do tega zaključka je prišel tudi Flavio Carioli, toda leta 1885 je Adolfo Venturi navedel pismo, ki ga je Ercoleju II. d'Esteju, vojvodi Ferrare marca 1556 poslal Anguissolin oče z dvema slikama, avtoportretom namenjenim vojvodini hčeri Lucreziji in Kleopatro (po risbi Michelangela, verjetno folio zdaj v Casa Buonarroti). Venturi je tudi zapisal, da je v letih 1603-1604 kardinal Alessandro d'Este nekaj svojih slik podaril Rudolfu II., svetem rimskemu cesarju. Čeprav noben popis slik, podarjenih Rudolfu, ni ohranjen, Venturi trdi, da je bil ta avtoportret eden izmed njih in da teorijo sprejemajo vsi drugi umetnostni zgodovinarji.

## Opis
Preprostost in skromnost navdihujeta ta portret, prvo sliko Sofonisbe Anguissole, ki nam je znana. Ovratnik svetlo bele srajce je izbočen na vratu, v majhnih mehkih gubah. Deklica ne nosi nakita: je čedna, vzgojena in krepostna mlada ženska. V majhnem kodru, ki pade ob ušesu, uide nota ženstvenosti. Naturalizem, ki ga je med bivanjem v Milanu navdihnil Leonardo da Vinci, se je razširil v Lombardiji, zanimal Lorenza Lotta in pristal na portretih Sofonisbe Anguissole.
Okrogle in jasne oči ustvarjajo dialog s tistimi, ki gledajo ta portret. Videz je odkrit, brada namerna, pričeska stroga, obleka skromna. Datum je samo eno leto prej kot v Šahovska igra iste slikarke; toda na prvi pogled se zdi, da ta portret sodi v veliko bolj nezrelo umetniško fazo. Do določenih pomanjkljivosti prihaja tudi zaradi starega čiščenja, preveč energičnega, ki je odstranilo glazure. Poleg tega se je oče, ko je darilo poslal vojvodi Ercole d'Esteju, opravičil za nekatere netočnosti, ker je bil portret narejen s pogledom v ogledalo: v resnici se zdi, da je roka nekoliko deformirana. Sofonisba nosi isto obleko in ima enako frizuro in izraz v sebi kot Avtoportret na spinetu, ohranjen v Neaplju.